# 天草鎮種
天草 鎮種（あまくさ しげたね、旧字体：天草 鎭種）は、日本の武将、本渡城、下田城城主。

## 経歴
戦国時代には生まれていると考えられる。永禄年間には本渡城を築いており、一部では城主と言われている。1568年（永禄11年）、志岐鎮経が天草に海外貿易を許可すると、鎮種は島原に修道士ルイス・デ・アルメイダを招いてキリシタン武将となる。また、自らの兵にも洗礼させ、キリシタン大名の大友氏の援軍を率いりながら異論者へ対して内乱を起こした。
弟の天草某に攻められ、鎮種は本渡城で身を潜めるが、妻のお辰の方は逃げ遅れて死去した。

## 遺品

### 軍旗

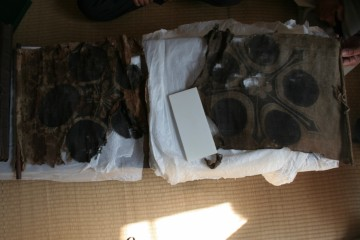
天草伊豆守鎮種奉納旗（出所： 天草文化部 文化課）

熊本県天草市東浜町の高浜八幡宮に保管されている「天草伊豆守鎮種献納軍旗」は、鎮種が勝利を祈願して奉納したとされる。

### おたっちょさま
鎮種には直接関係しないが、鎮種の妻のお辰の方が鎮種の弟の兵に殺害されたのを知った里人らがお辰の方を供養するために宮地岳神社に地蔵を建てている。地元ではおたっちょさま（御辰女様）と言われ親しまれている。